# Antun Mahnić

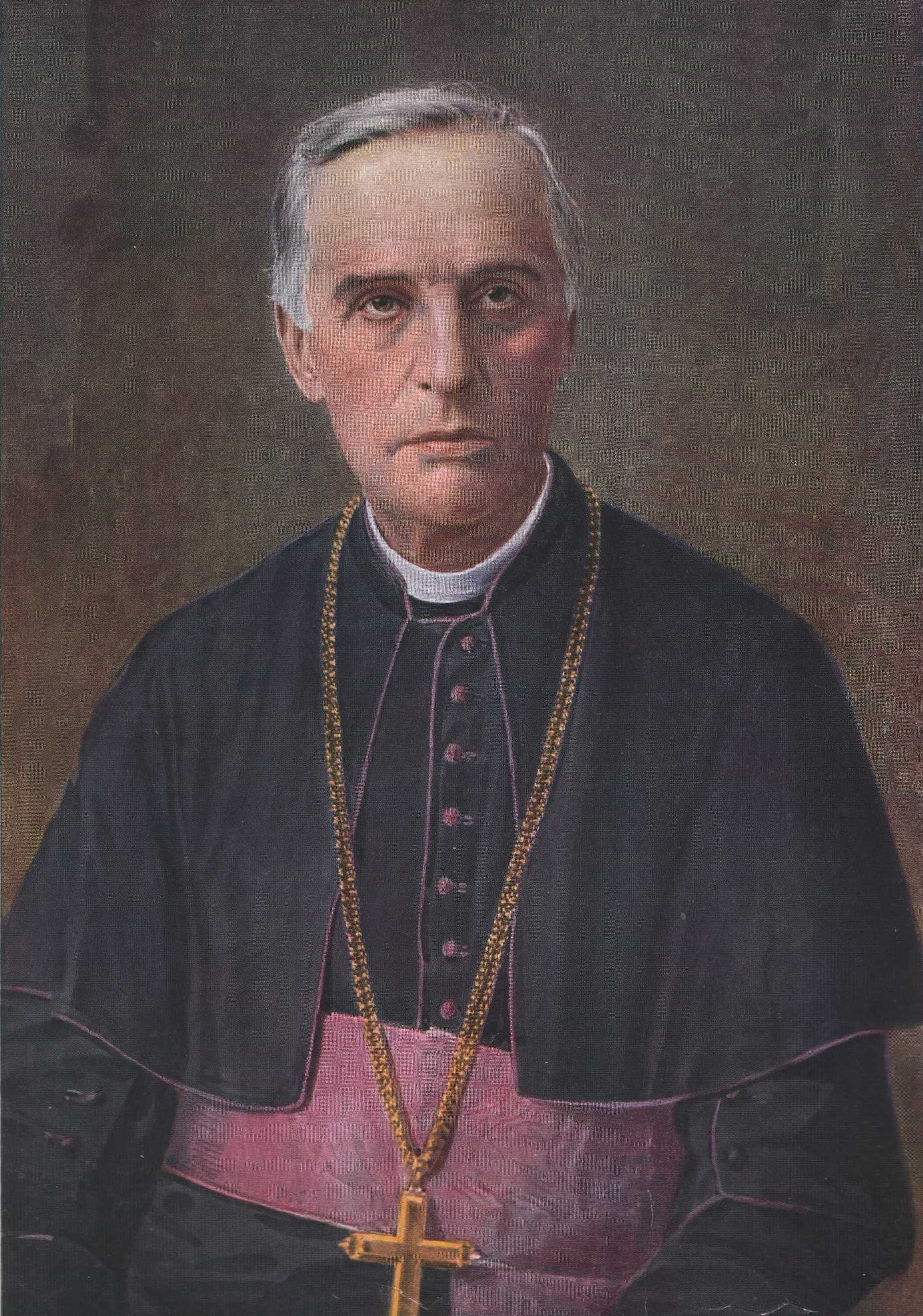
Bischof Anton Mahnič um 1900

Anton Mahnič oder Antun Mahnić (* 14. Juli 1850 in Kobdilj; † 14. Dezember 1920 in Zagreb) war ein slowenischer Theologe und römisch-katholischer Priester. Er war von 1896 bis zu seinem Tod Bischof der Diözese Krk (italienisch Veglia). Er war ein großer Förderer der slowenischen und kroatischen Kultur und engagierte sich stark in der damaligen jugoslawischen Nationalbewegung.

## Leben
Nach der Priesterweihe am 30. August 1874 war er von 1875 bis 1891 Präfekt und Leiter des Knabenseminars in Görz, wo er 1889 die slowenischsprachige Kirchenzeitung Rimski katolik gründete. Daneben erwarb er 1881 den theologischen Doktorgrad an der Wiener Universität. Bis zu seiner Berufung zum Bischof von Krk war er zunächst Supplent und später Professor für Bibelwissenschaft des Neuen Testaments am Görzer Priesterseminar.
Am 3. Dezember 1896 wurde er zum Bischof von Krk berufen. Die Bischofsweihe spendete ihm der Erzbischof von Gorizia und Gradisca, Alois Zorn, am 7. Februar des folgenden Jahres; Mitkonsekratoren waren der Bischof von Ljubljana, Jakob Missia, sowie der Bischof von Poreč und Pula, Giovanni Battista Flapp.
Als Bischof von Krk unterstützte er die Benutzung und Verbreitung der alten glagolitischen Schrift und engagierte sich in seiner Diözese für den Erhalt des altslawischen Ritus. 1901 ließ er in seinem Bistum eine Diözesansynode abhalten. Für die slawistische und kirchengeschichtliche Forschung begründete er 1902 auf Krk die Altslawische Akademie.
Wegen seines politischen Engagements für die nationale Sache der Jugoslawen wurde der Oberhirte einer zweisprachigen (kroatisch-italienischen) Diözese 1919 bei der italienischen Besetzung der Insel nach Italien deportiert und musste sich vor den geistlichen Behörden des Heiligen Stuhls in Rom verantworten. Von dort kehrte er 1920 schwerkrank zurück und starb kurze Zeit später in Agram, dem heutigen Zagreb.

## Schriften
- Na raskršću dvaju doba. Zagreb 1924.
- Excelsior! Nekoliko misli katoličkoga laika, posvećene hrvatskoj katoličkoj inteligenciji. Ljubljana 1911.
- Acta et decreta I. Synodi Veglensis. Veglia 1901.
- Acta et Decreta II. Sinodi Veglensis. Veglae 1911.
- O lijepoj umjetnosti. Studije i eseji. Zagreb 2006, ISBN 953-241-067-8 (Aufsatzsammlung)
- Folium periodicum Archidieceseos Goritienssis, Gorica.
- Rimski katolik, Urejeval in izdajal dr. Anton Mahnič, profesor bogoslovja v Gorici (I–VIII) Gorica 1889-1896.
- SS. Eucharistia, Vestnik »Duhovnikov častivcev«, slovenskih in hrvatskih. (I–IX) Krk 1902-1910 (slovenski, hrvaški in latinski članki).
- Svećenička zajednica pod zaštitom Presv. Srca Isusova, Glasilo diecezanskih urdruga hrvatskoh i slovenskog svećenstva i Družbe Svećenika Klanjalaca. (I/X/–VIII/XVII/) Krk 1911–1918.